# Cymbopteryx
Cymbopteryx là một chi bướm đêm thuộc họ Crambidae.